# Sporting Clube de Luanda
Der Sporting Clube de Luanda, meist nur Sporting de Luanda genannt, ist ein Sportverein aus der angolanischen Hauptstadt Luanda.
Das Estádio Nacional dos Coqueiros war das Heimatstadion seiner ersten Fußballmannschaft bis zur Aufgabe des Profifußballs nach der Unabhängigkeit 1975.

## Geschichte
Der Verein wurde am 15. August 1920 in Luanda als Loanda Sporting Club gegründet. 1922 änderte er seinen Namen in seine heutige Bezeichnung und wurde am 1. September 1922 als Filialverein Nr. 3 in das Register des portugiesischen Klubs Sporting Lissabon aufgenommen.
Das erste offizielle Basketballspiel in Angola richtete Sporting de Luanda anlässlich des 10-jährigen Jubiläums des Klubs aus. Am 18. Mai 1930 gewann Sporting mit 8:5 gegen die Associação Académica do Liceu Central Salvador Correia und führte damit offiziell den Basketballsport in Angola ein.
Doch vor allem durch den Fußball wurde der Klub in der damaligen portugiesischen Kolonie Angola populär. Bis heute bekanntester Spieler des Vereins wurde in den 1930er Jahren Fernando Peyroteo, der 1937 nach Portugal zu Sporting Lissabon wechselte und als Teil des Spielerquintetts cinco violinos dessen Erfolgsgeschichte maßgeblich mitprägte. Er ist mit 331 Meisterschaftstoren bis heute Torschützenkönig der portugiesischen Primeira Liga.
1941 wurde Sporting Luanda Meister in der erstmals einheitlich ausgespielten Meisterschaft in Angola, dem späteren Girabola. Insgesamt acht Mal wurde der Klub Meister Angolas.
In den gesellschaftspolitischen Wirren nach der Unabhängigkeit Angolas 1975 und dem ausgebrochenen Bürgerkrieg in Angola geriet Sporting Luanda  dann in existenzielle Schwierigkeiten. Es folgten vorübergehende Namensänderungen (erst in Diabos Verdes, dann in Leões de Luanda) und kurzzeitige Vereinsauflösungen, und die wichtigsten Sportler verließen den Verein. In den folgenden Jahren musste dieser einige seiner wichtigsten Sportarten aufgeben, insbesondere den Fußball, aber auch Volleyball, Rollhockey und Hockey.
Der Verein erlangte danach nie wieder die frühere Stellung im angolanischen Sport. Heute unterhält er nur Mannschaften im Handball, in Kampfsportarten, und im Basketball, wo er vor allem im Jugendbereich einigen Erfolg hat. So stammten fünf Spieler der Jugendnationalmannschaft Angolas bei der Basketball-Afrikameisterschaft 1993 in Kenia von Sporting Luanda, und 2013 wurde der Klub Jugendmeister in Angola.

## Erfolge

### Fußball
- Angolanischer Meister:
  - 1941, 1942, 1944, 1946, 1947, 1955, 1956, 1963

### Handball
- CAHB Champions League
  - 2002 (Finalist)